# Délégation aux fonctionnaires internationaux
 (octobre 2012).
Si vous disposez d'ouvrages ou d'articles de référence ou si vous connaissez des sites web de qualité traitant du thème abordé ici, merci de compléter l'article en donnant les références utiles à sa vérifiabilité et en les liant à la section « Notes et références ».
La Délégation aux fonctionnaires internationaux (DFI) est un service du ministère français des Affaires étrangères rattaché à la Direction des Nations unies, des Organisations internationales, des droits de l'homme et de la Francophonie.

## Description
La Délégation aux fonctionnaires internationaux (DFI), service à vocation interministérielle, a pour mandat de concevoir et de mettre en œuvre la stratégie d’amélioration de la présence française dans les organisations internationales (OI). Sa mise en place traduit la volonté des pouvoirs publics d’avoir une vision globale de la situation de la France dans les quelque 180 organisations internationales intergouvernementales dont elle est membre. 

### Qui sont les fonctionnaires internationaux?
Les personnels travaillant dans les organisations internationales sont appelés fonctionnaires internationaux. Le statut de fonctionnaire international est à distinguer du statut français de la fonction publique. 
Le personnel des organisations internationales est composé :
- d’agents permanents recrutés par voie de concours,
- de contractuels à durée déterminée ou indéterminée,
- de fonctionnaires détachés des États membres.

Début 2017, sur les quelque 200 000 fonctionnaires internationaux, 18 826 sont Français servant dans une organisation internationale (environ 16 500 en 2009), formant environ 10 % des effectifs alors que la population française forme moins d'un pour cent de la population mondiale.  
5 163 évoluent dans le système des Nations unies (environ 5 000 en 2009). Ce chiffre ne tient pas compte des effectifs militaires français engagés dans les opérations de maintien de la paix. 6 489 compatriotes servent auprès des institutions, des organes, des agences et des délégations de l’Union européenne (environ 4 700 en 2009). Les 7 174 autres Français travaillant dans les organisations internationales se répartissent entre les organisations dites coordonnées (Conseil de l'Europe, OTAN, OCDE, Agence spatiale européenne, Centre européen de prévision météorologique à moyen terme) et les nombreuses autres organisations internationales spécialisées ou à caractère technique (comme l'Organisation internationale de la francophonie, Interpol, les banques régionales de développement, l'Union internationale pour la conservation de la nature, l'Organisation européenne pour la recherche nucléaire, etc).

## Activités
- Renseigner les candidats français.
- Promouvoir la présence française dans les organisations internationales.
- Analyser la place de la France dans les organisations internationales.
- Être le point de contact des Français travaillant dans les organisations internationales.
- Dans plusieurs cas spécifiques, la DFI intervient directement dans le processus de recrutement.

### Programmes gérés
Programme jeunes
- Jeunes experts associés (JEA)- Junior Professional Officers (JPO)

Les Nations unies et la Banque mondiale ont mis en place, avec des pays donateurs, un programme annuel qui permet à de jeunes diplômés disposant déjà d’une expérience professionnelle significative d’être recrutés pour une période de deux à trois ans. Ces postes, situés aussi bien au siège que sur le terrain, s’adressent à des jeunes de 25 à 30 ans aux profils variés. Cette expérience facilite l’accès à une carrière multilatérale. La DFI assure la gestion du programme français sur le plan budgétaire et la présélection des candidats, la décision finale relevant des OI. 
Volontaires des Nations unies (VNU)
Le Programme des VNU, géré par le PNUD (Programme des Nations unies pour le Développement) mobilise près de 8 000 volontaires du monde entier œuvrant, dans 130 pays, à des projets d’aide au développement et dans les opérations de maintien de la paix. La DFI finance plusieurs postes de jeunes VNU français sélectionnés par le PNUD.
Autres programmes en faveur des jeunes professionnels
D’une manière générale la DFI porte une attention soutenue aux perspectives d’emploi pour les jeunes dans les organisations internationales et relaie les appels à candidatures pour des postes adaptés à leur profil. Elle signale en particulier les programmes destinés aux jeunes cadres à haut potentiel mis en place par les institutions financières internationales et le PNUD (programme « LEAD ») pour assurer, le moment venu, la relève dans les fonctions d’encadrement.		
Emplois à l'Organisation pour la Sécurité et la Coopération Européenne
Des Français, experts dans des domaines de compétence variés, sont mis à disposition (postes « secondés ») auprès de missions de terrain situées dans les Balkans, le Caucase, l’Asie centrale et l’Est de l’Europe. La DFI reçoit les candidatures françaises et procède à une présélection des dossiers qui sont transmis à l’OSCE pour la sélection définitive.
Missions d'observations électorale (MOE)
La DFI est le point focal de l’État français pour les MOE sous mandat UE ou OSCE et de façon plus ponctuelle pour l’Organisation des États Américains ou d’autres organisateurs de MOE. Elle assure la présélection des candidats français aux postes d’observateurs de long terme et de court terme (OLT/OCT) parmi un vivier constitué d’experts disposant de compétences avérées. La sélection finale des candidats est réalisée par l’organisation les déployant. 
Suivi administratif des fonctionnaires français
- Fonctionnaire français en détachement

Les fonctionnaires français peuvent effectuer une mobilité, pour motif statutaire ou purement professionnel, dans une OI ou une institution de l’Union européenne. Ils sont soumis aux mêmes principes de recrutement que les autres candidats en OI. La DFI assure le suivi de leur dossier de détachement en liaison avec leur administration d’origine. 
- Expert nationaux détachés (END)

Il s’agit principalement d’agents de la fonction publique mis à disposition des institutions européennes par leur État membre afin de développer une expertise spécifique, pour une période de 6 mois à 4 ans. Ces agents continuent d'être rémunérés par leur administration d'origine. La DFI est l’intermédiaire, dans la gestion des dossiers administratifs de ces END, entre les institutions européennes et leur administration d’origine.

## Outils déployés
- Un site internet : , Portail institutionnel de l’emploi dans les organisations internationales, qui s'adresse à tous les publics désireux d’obtenir des informations sur les possibilités d’emplois offertes dans le secteur multilatéral.
- Un moteur de recherche :  permet de consulter les postes vacants dans une base de données répertoriant les postes ouverts à candidature dans les organisations internationales.
- Une Lettre d’information bimensuelle : , qui informe sur certains postes récemment ouverts à candidatures dans les Organisations internationales ou sur des recherches de candidats en urgence et fournit également des éléments d’actualités de toute nature.